# سرنوشت (بازی ویدئویی)
«سرنوشت» (به انگلیسی: Destiny) یک بازی ویدئویی در سبک تیراندازی اول شخص و اکشن نقش آفرینی است که توسط اکتیویژن و در سپتامبر ۲۰۱۴ برای پلت‌فرم‌های پلی‌استیشن ۳، پلی‌استیشن ۴، اکس‌باکس وان و اکس‌باکس ۳۶۰ منتشر شده‌است.